# Universidad Pontificia Bolivariana
L'Universidad Pontificia Bolivariana (UPB) è una delle più importanti università private della Colombia e appartiene all'arcidiocesi di Medellín della Chiesa cattolica come Università Pontificia. L'Università ha un Campus Centrale nella città di Medellín, dove è stata fondata nell'anno 1936 ma possiede delle sezioni in altri importanti centri urbani del paese latinoamericano, come le città di Bucaramanga (capoluogo del dipartimento di Santander), Montería (capoluogo del dipartimento di Córdoba) e Palmira (uno dei centri urbani principali del dipartimento di Valle del Cauca). Nella città di Medellín, l'UPB ha un campus secondario nel Quartiere Robledo, dedicato alla Scuola Superiore di Medicina.

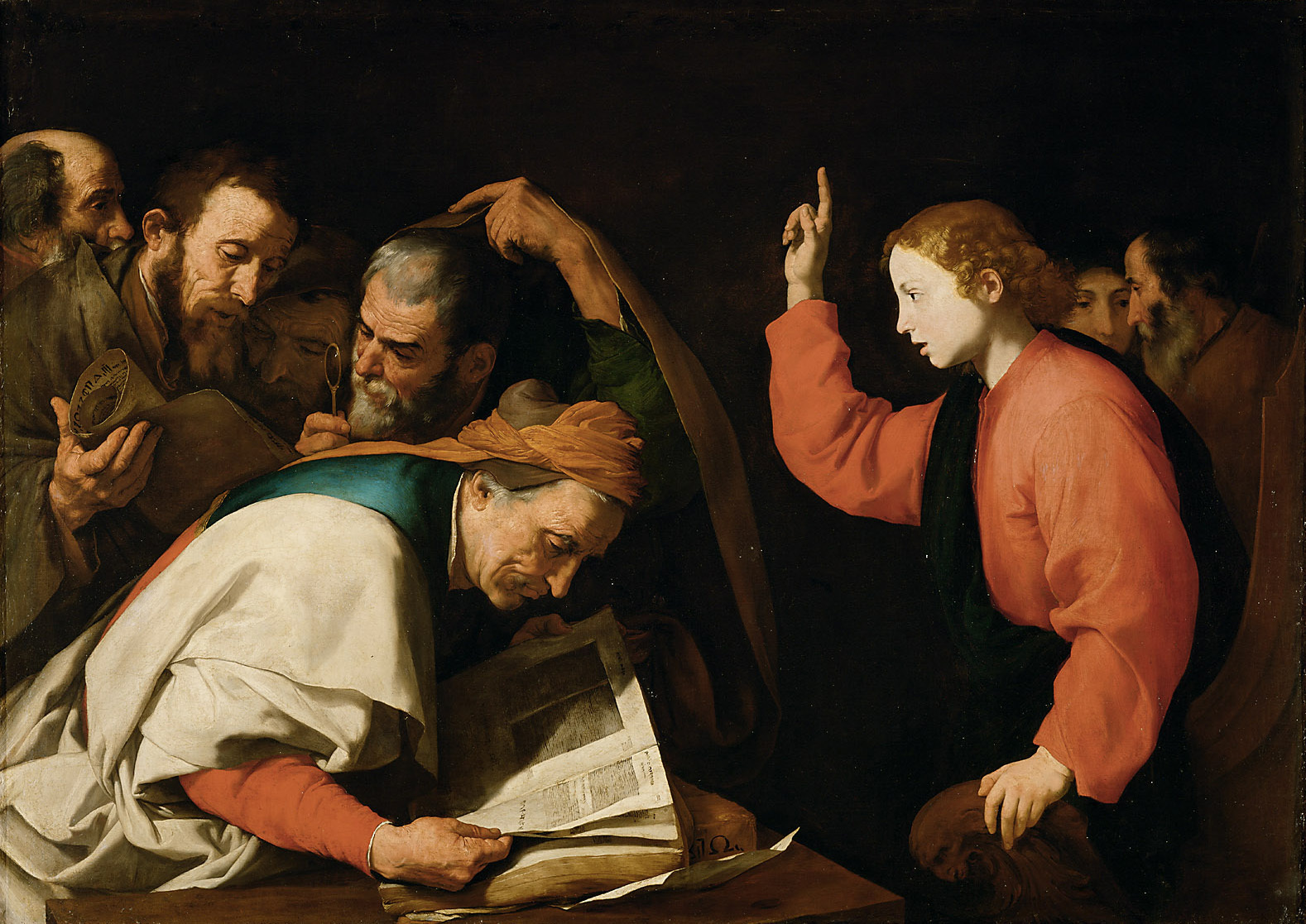
La persona di Gesù è al centro della Università Cattolica e il maestro della Fede.

## Storia
L'Universidad Pontificia Bolivariana è stata ufficialmente fondata il 15 settembre 1936 dall'arcivescovo di Medellín, Tiberio de Jesús Salazar y Herrera. La città è stata durante tutta la storia della Colombia una vera fortezza del cattolicesimo e un centro rinominato dell'educazione cattolica. L'Università onora il Libertador delle Americhe, generale Simón Bolívar, come simbolo di una profonda unione tra il suo amore per la Patria e un forte senso di appartenenza latinoamericana.
La Repubblica della Colombia riconobbe ufficialmente, l'anno successivo, l'istituzione di educazione superiore.
Nel 1945 l'Università diviene pontificia sotto il papato di Pio XII. Da quel tempo ha assunto la denominazione di Universidad Pontificia Bolivariana e viene riconosciuta nella regione con l'abbreviazione UPB. Insieme con il diritto dell'Università di usare il titolo di Pontificia, il Papa diviene il massimo Consigliere dell'istituto colombiano. Ma l'Università poté trovarsi direttamente col suo massimo superiore solamente con la visita pontificia di Giovanni Paolo II a Medellín, nel luglio del 1986. Nel suo discorso indirizzato agli intellettuali e agli studenti di educazione superiore, il Papa disse nel suo Seminario Conciliare di Medellín: “È un fatto che le Università come tali, sia nell'accezione dell'insieme di professori e studenti, sia come centro dove il sapere, globalmente considerato, si fa oggetto di ricerca, insegnamento ed apprendistato, sono un campo propizio per l'orientamento efficace della cultura e della società d'una nazione, d'un continente” (Discorso agli intellettuali ed al mondo universitario, Medellín, Seminario).
Un fatto della sua storia recente è stato quello di un aereo da diporto che ha avuto un incidente il 29 marzo 2006, cadendo nel Campus Centrale dell'Università in Medellín. Nel sinistro sono morte cinque persone dell'equipaggio e due bambini, mentre altri 5 minorenni sono stati feriti.

## Campus Centrale

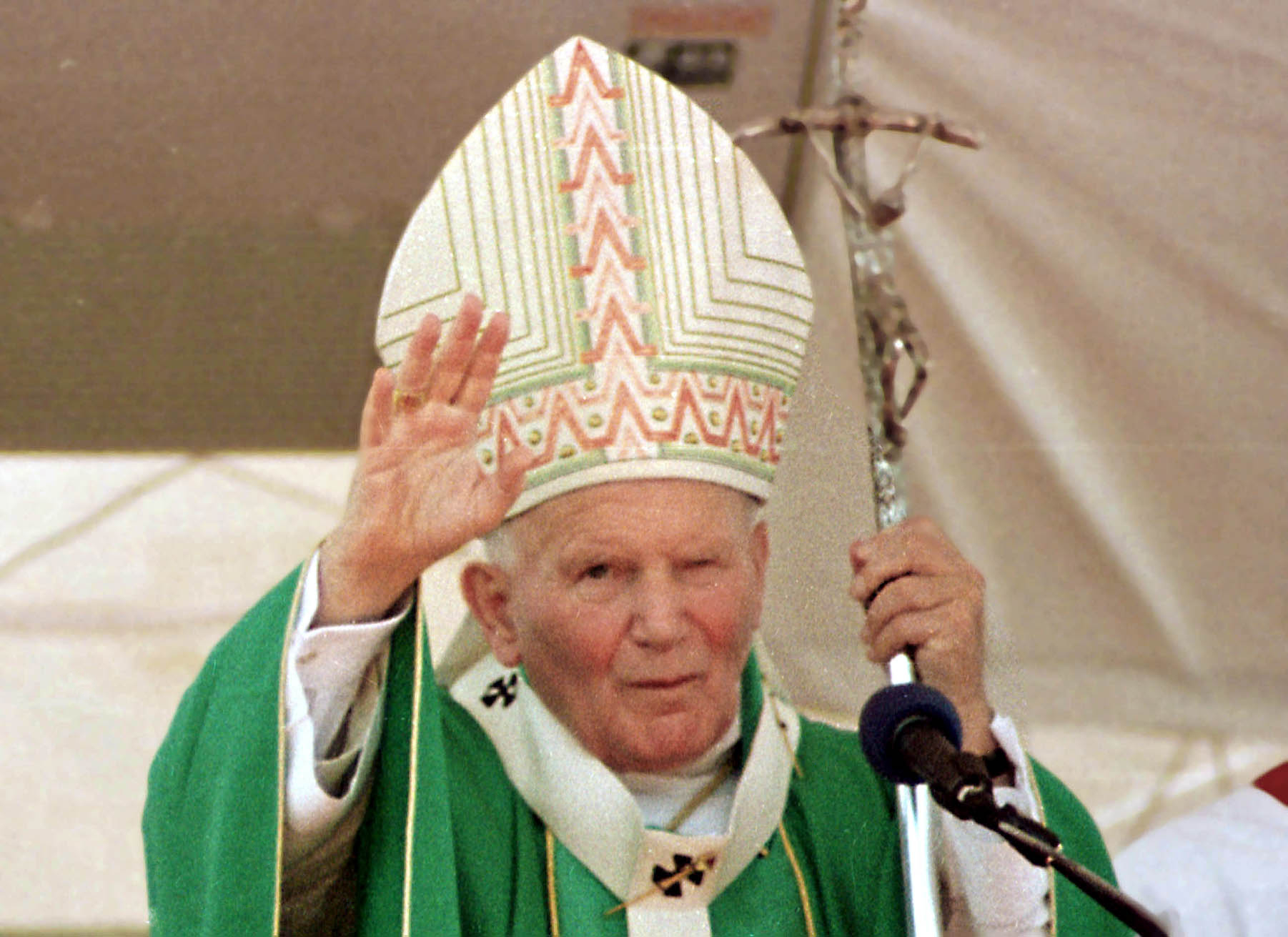
Papa Giovanni Paolo II fu il primo pontefice a visitare Medellín nel 1986. Il Papa è la massima autorità dell'Università

Il Campus Centrale è localizzato nella città di Medellín, nel cuore di uno dei distretti meglio disegnati artisticamente e più belli della città, il Barrio Laures, opera del maestro Pedro Nel Gómez (1899-1984), una delle figure eminenti dell'architettura e dell'arte paisa del secolo XX. Il distretto disegna con la stessa Università un'artistica rete di strade e boulevard che la circonda, e costituisce un vero polmone ecologico in una delle aree più popolate del centro-ovest della città. Due viali tra i più importanti convergono nel settore di influenza dell'Università: l'Avenida 70 e l'Avenida Nutibara. Il primo unisce l'Università al nord con lo Stadio Atanasio Girardot e il secondo con il centro della città ad ovest. I palazzi dell'Università son un insieme armonico immerso in un vero giardino dove si trovano il Collegio, la Cappella, i servizi medici, la biblioteca, le scuole superiori come diritto, comunicazione sociale, architettura, il dipartimento di lingue, ingegneria ed il rettorato.

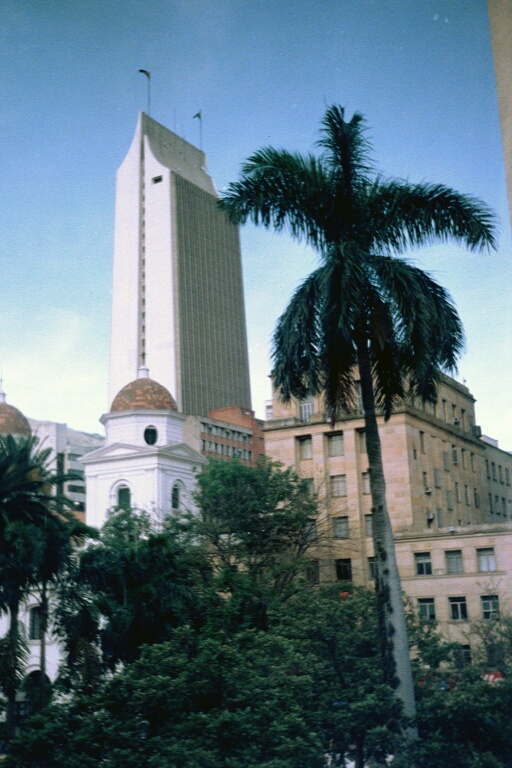
Medellín, la città sede dell'UPB e un centro importante della cattolicità colombiana.

## Identità
L'identità di questa università cattolica rimane in quello che è conosciuto come spirito bolivariano, una filosofia di monsignor Manuel José Sierra, ispirata all'umanesimo cristiano e all'ideale politico del Libertador.

### Missione
La formazione integrale della persona attraverso l'evangelizzazione della cultura, una costante ricerca della verità attraverso la scienza e la conferma dei valori cristiani per il bene della società.

### Visione
Come istituzione cattolica dell'eccellenza educativa nella formazione integrale della persona come unità etica.

### Principi
1. Rispetto per l'essere umano e non discriminazione.
2. Ricerca della verità e della scienza.
3. Solidarietà.
4. Giustizia.
5. Onestà.
6. Creatività e innovazione.
7. Lealtà.
8. Disposizione alla pace e allo sviluppo del paese.

## Accademia
Le seguenti sono le principali scuole superiori dell'UPB:
1. Disegno e architettura.
2. Medicina.
3. Strategia scientifica.
4. Scienze sociali.
5. Diritto e scienze politiche.
6. Educazione.
7. Ingegneria.
8. Teologia, filosofia e umanesimo.

## UPB Bucaramanga
In una delle città più belle e sviluppate della Colombia, Bucaramanga, il capoluogo del dipartimento di Santander, nel Nord-est del paese, l'UPB ha aperto una sezione il 12 luglio 1991 nel Seminario arcidiocesano. Dal 1998 l'UPB ha la sua propria sede nel Corso Piedecuesta, a sette chilometri dalla città. L'Università ha programmi di amministrazione, informatica, elettronica, comunicazione sociale, psicologia e meccanica. Al momento si contano 3.286 studenti.

## UPB Montería
Nel capoluogo del dipartimento di Córdoba, Montería, l'UPB ha aperto una nuova sezione il 15 maggio 1995. La città è localizzata in una regione strategica, nel Litorale Nord della Colombia, che apre il paese al Mar dei Caraibi. Le principali scuole superiori dell'Università sono diritto, specializzato in amministrazione, famiglia e processi, amministrazione per ingegneri, commercio, progetti ed economia. Attualmente l'Università ha 2.028 studenti.

## UPB Palmira
In uno dei centri urbani più importanti del dipartimento di Valle del Cauca, regione con un grande sviluppo economico nel Sud-ovest della Colombia, l'UPB ha aperto una sezione nel 2001 con programmi come psicologia, economia, risorse umane, amministrazione ed altri. L'Università ha 218 studenti ed è la più recente delle sezioni in Colombia.

## UPB nel mondo
L'UPB, come uno dei principali centri privati di educazione superiore della Colombia, appartiene a diversi programmi e associazioni internazionali. È posto dell'UNESCO per lo Sviluppo Umano ed è membro della Fondazione di Studi della Francia. Appartiene anche al Programma Segueme, un gruppo che raduna 10 università della Colombia. L'UPB ha degli accordi con università dei seguenti paesi: Germania, Argentina, Brasile, Canada, Cile, Spagna, Francia, Inghilterra, Messico, Perù, Uruguay, Stati Uniti, Colombia, Cuba e Venezuela.

## Bibbioteche UPB
L'UPB ha anche un completo sistema di biblioteca e documentazioni bibliografiche, con sito principale nel Campus Centrale, nel Quartiere Laureles, conosciuto come Biblioteca Centrale, in un moderno palazzo di 4 piani con centinaia di volumi di autori e materiale di ricerca. Ogni sezione dell'UPB ha una sua propria biblioteca connessa con quella Centrale.